# Wałerij Załużny
Wałerij Fedorowycz Załużny (ukr. Валерій Федорович Залужний; ur. 8 lipca 1973 w Nowogrodzie Wołyńskim) – ukraiński wojskowy i dyplomata, generał, Naczelny Dowódca Sił Zbrojnych Ukrainy i członek Rady Bezpieczeństwa Narodowego i Obrony Ukrainy (2021–2024), wcześniej szef Dowództwa Operacyjnego „Północ” (2019–2021), w 2024 roku przeniesiony do korpusu dyplomatycznego i mianowany ambasadorem Ukrainy w Wielkiej Brytanii, a w roku 2025 również Przedstawicielem Stałym Ukrainy przy Międzynarodowej Organizacji Morskiej. Bohater Ukrainy (2024).

## Życiorys
Urodził się 8 lipca 1973 roku w Nowogrodzie Wołyńskim w rodzinie robotniczej.
W 1997 roku ukończył z wyróżnieniem Akademię Wojskową w Odessie, a w 2007 roku ze złotym medalem Akademię Obrony Narodowej Ukrainy. W tym samym roku został szefem sztabu i pierwszym zastępcą dowódcy 24 Samodzielnej Brygady Zmechanizowanej.
13 października 2009 roku został wyznaczony na dowódcę 51 Dywizji Zmechanizowanej. W roku 2014 ukończył Akademię Obrony Narodowej Ukrainy.
W latach 2009–2017 był dowódcą 51 Gwardyjskiej Brygady Zmechanizowanej (m.in. w lutym 2015 roku, kiedy wojska ukraińskie poniosły dotkliwą klęskę w kotle koło miejscowości Debalcewo), w 2017 roku pełnił funkcję szefa sztabu-I zastępcy szefa Dowództwa Operacyjnego „Zachód”, w 2018 roku był szefem Połączonego Sztabu Operacyjnego Sił Zbrojnych Ukrainy, a w latach 2019–2021 szefem Dowództwa Operacyjnego „Północ”. W grudniu 2020 roku ukończył studia magisterskie na Narodowym Uniwersytecie „Akademia Ostrogska”.
27 lipca 2021 roku został Naczelnym Dowódcą Sił Zbrojnych Ukrainy. 24 sierpnia 2021 roku awansowany do stopnia generała porucznika. Jako Naczelny Dowódca Sił Zbrojnych Ukrainy popierał modernizację i reformę ukraińskiego wojska.
W trakcie inwazji Rosji na Ukrainę pełnił funkcję głównodowodzącego Sił Zbrojnych Ukrainy. 5 marca 2022 roku został awansowany przez prezydenta Zełenskiego na stopień generała.
8 lutego 2024 roku prezydent Zełenski poinformował za pośrednictwem platformy X o jego odwołaniu z funkcji Naczelnego Dowódcy Sił Zbrojnych Ukrainy. 8 maja tego samego roku zwolniony ze służby wojskowej z powodów zdrowotnych.
7 marca 2024 roku powołany na stanowisko ambasadora Ukrainy w Wielkiej Brytanii.
3 marca  2025 roku dekretem prezydenckim mianowany Przedstawicielem Stałym Ukrainy przy Międzynarodowej Organizacji Morskiej.

## Kontrowersje
1 stycznia 2023 roku opublikował selfie z portretem Stepana Bandery (przywódcy OUN-B – które było odpowiedzialne m.in. za ludobójstwo na Wołyniu) z okazji 114. rocznicy jego urodzin. Zdjęcie to upowszechnione zostało przez konto Rady Najwyższej Ukrainy, jednak po protestach polskiego rządu zostało usunięte.

## Galeria

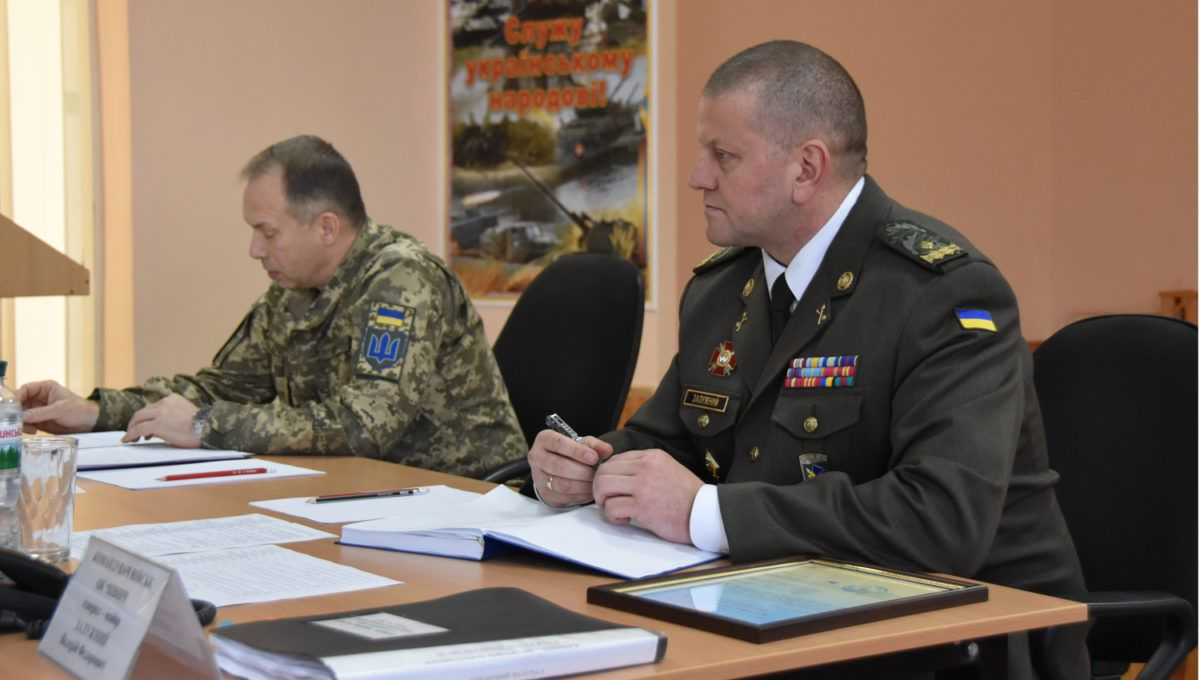
Generał porucznik Ołeksandr Syrski i generał major Wałerij Załużny (10 grudnia 2019 roku)
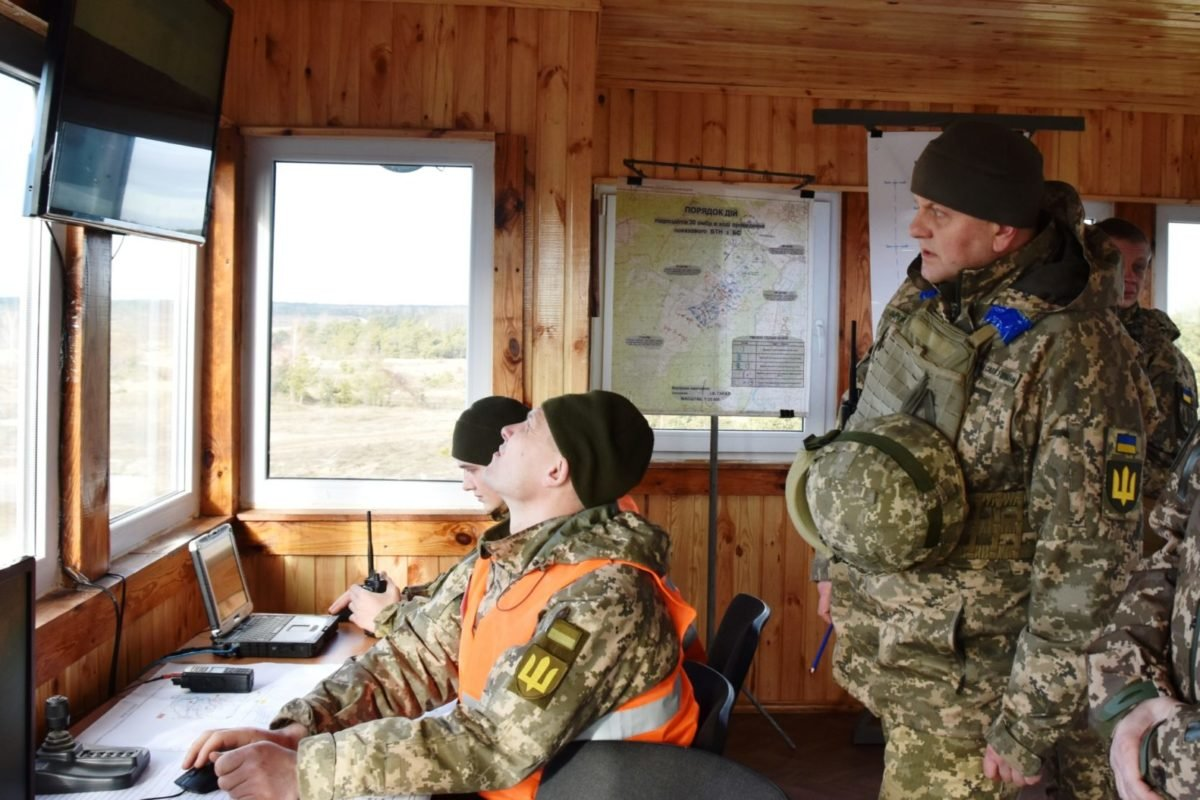
Generał major Załużny (15 lutego 2020 roku)
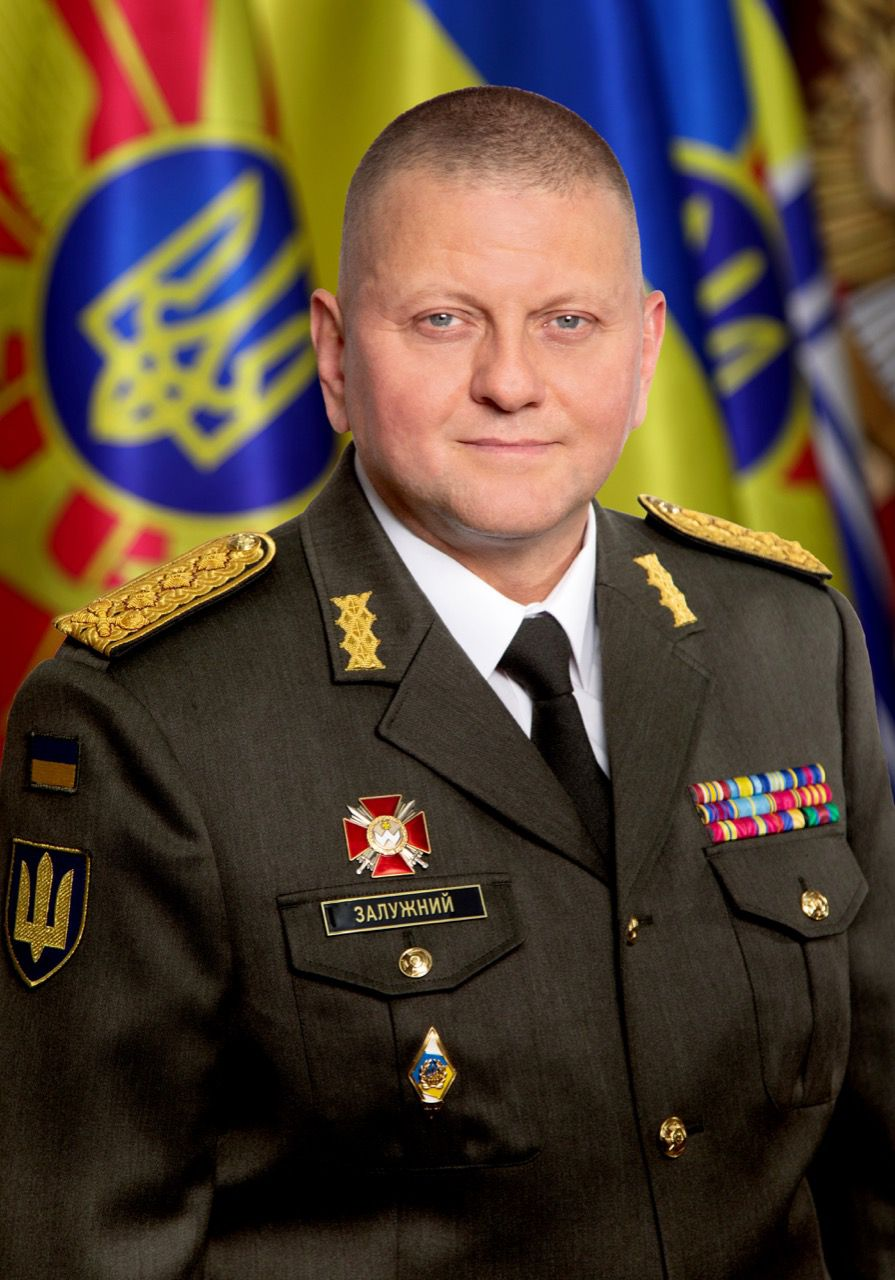
Oficjalna fotografia portretowa Załużnego jako generała porucznika (lipiec 2021 roku)
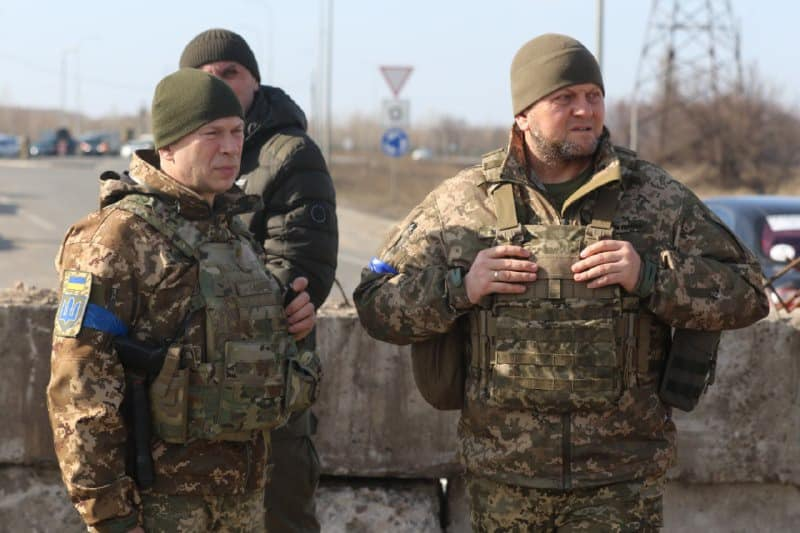
Załużny w czasie obrony Kijowa (16 marca 2022 roku)
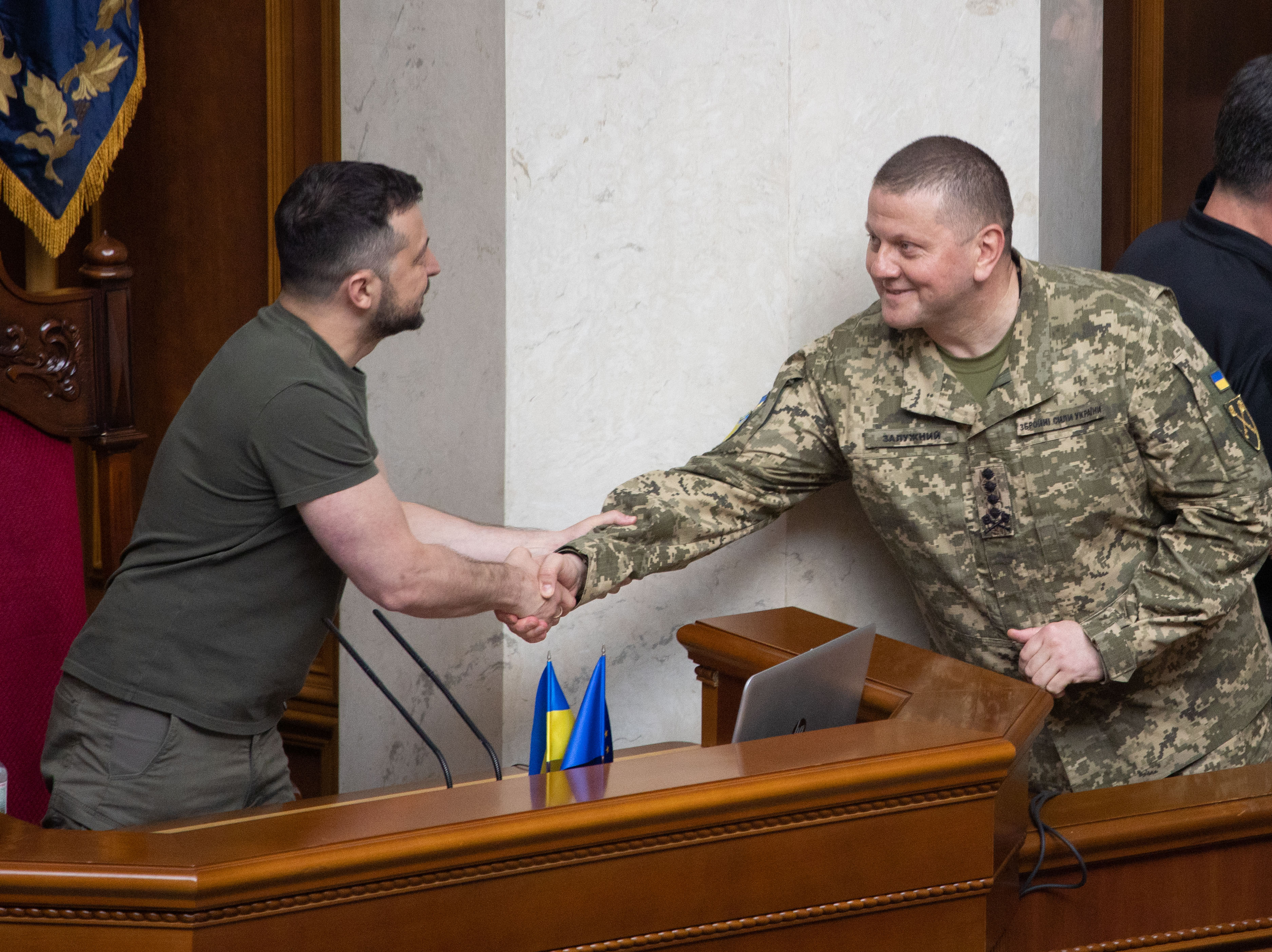
Spotkanie Załużnego i Zełenskiego w Rady Najwyższej Ukrainy (28 lipca 2022 roku)
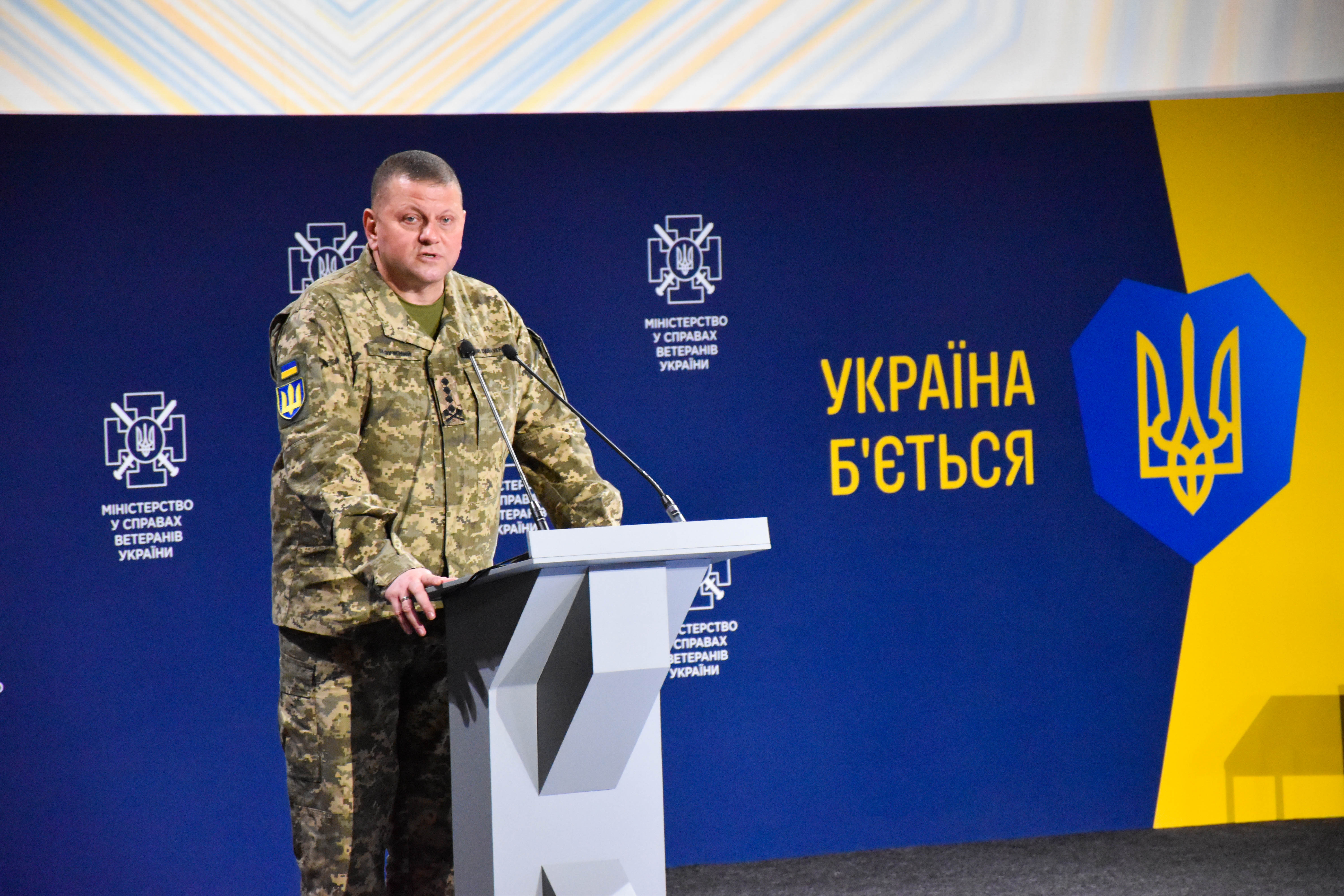
Załużny przemawia na forum obronnościowym (22 sierpnia 2022 roku)
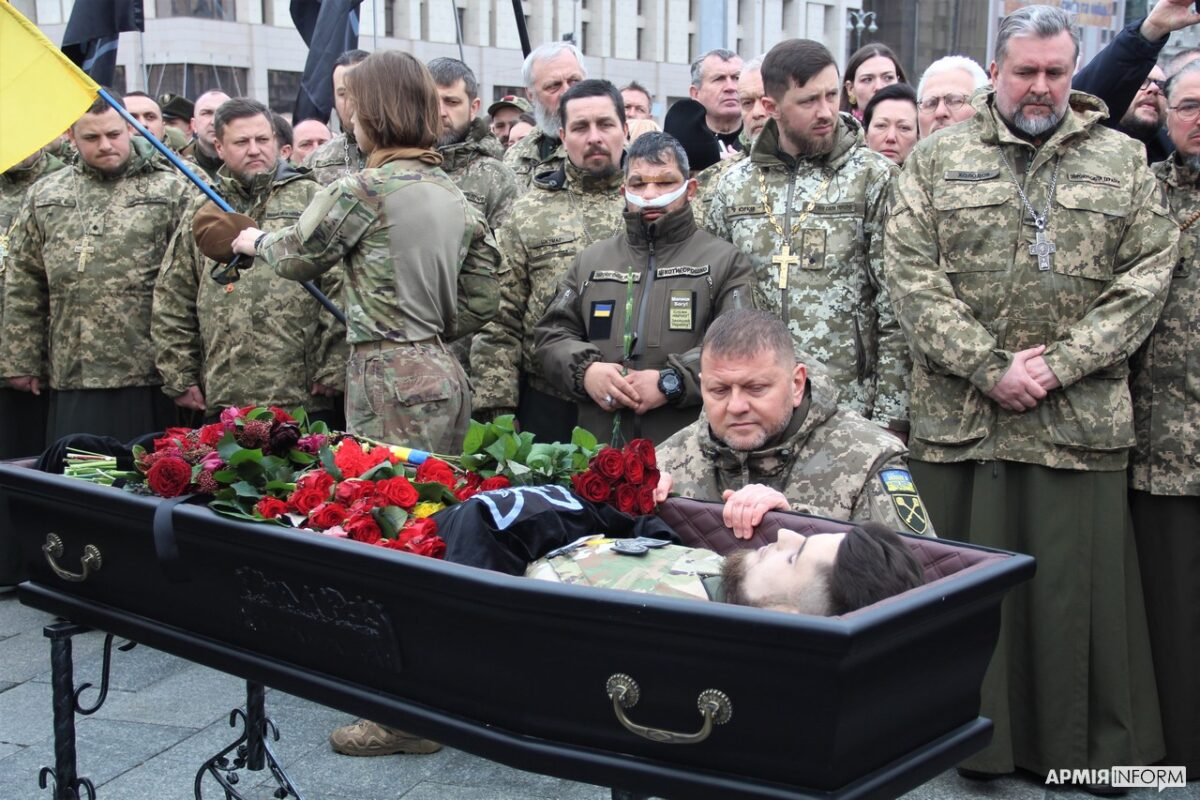
Załużny na pogrzebie Dmytra Kociubajły (10 marca 2023 roku)
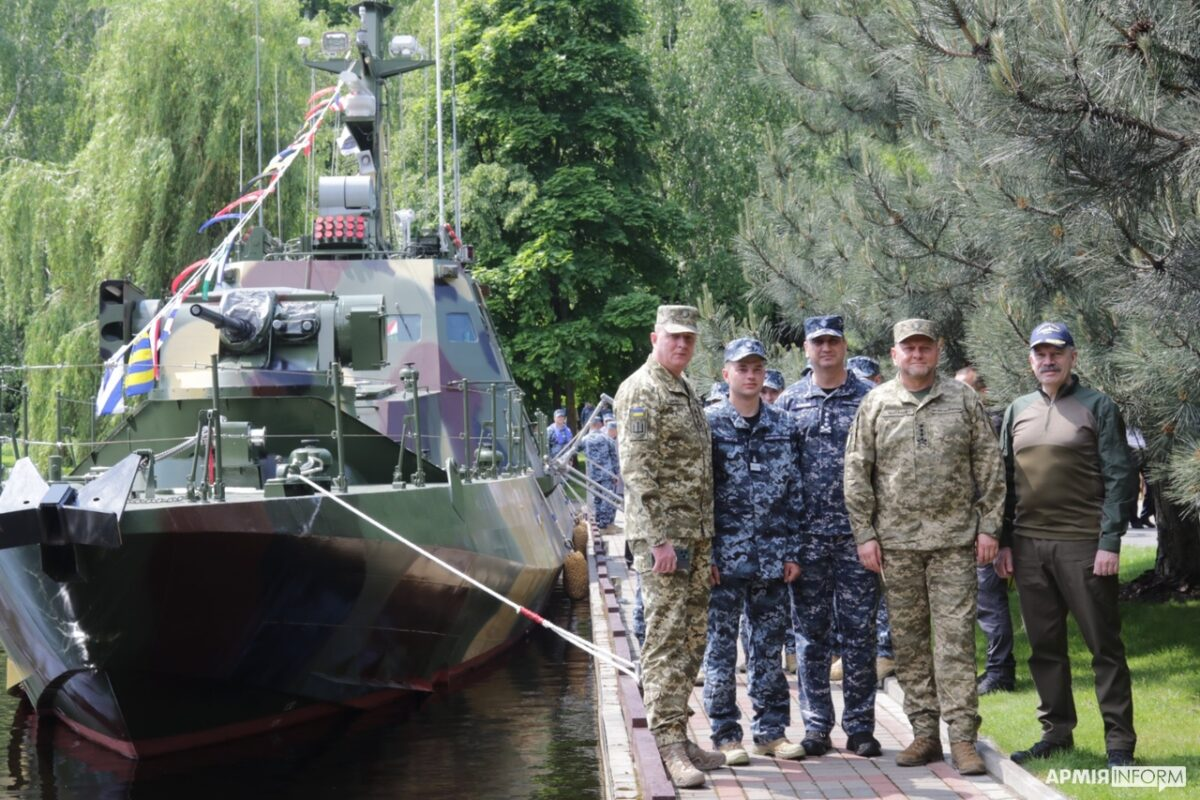
Załużny na ceremonii podniesienia bandery na kutrze artyleryjskim projektu 58155 „Bucza” (26 maja 2023 roku)
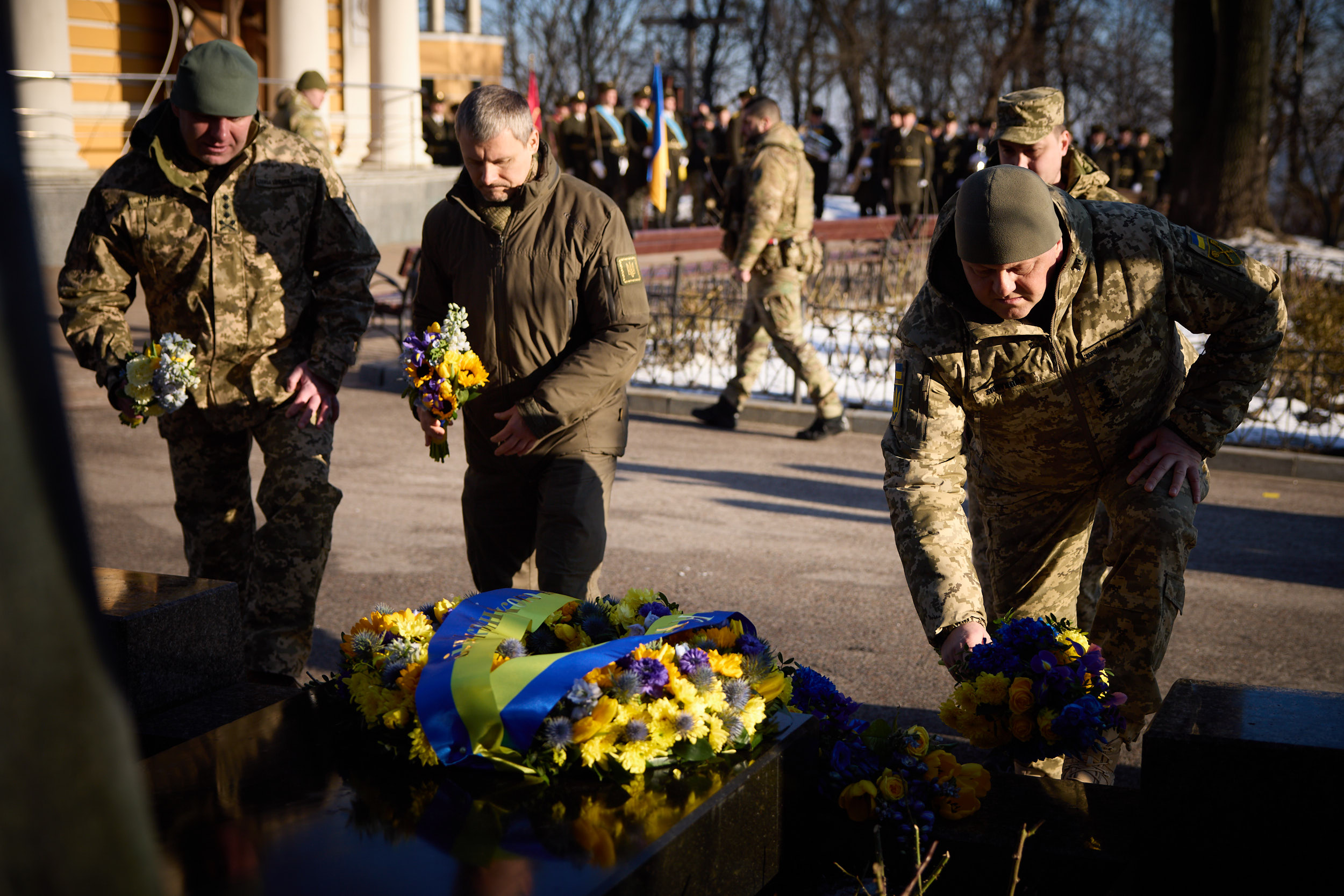
Załużny wraz z ukraińskimi oficjelami składają kwiaty pod pomnikiem poległych w walce o niezależność Ukrainy (24 stycznia 2024 roku)
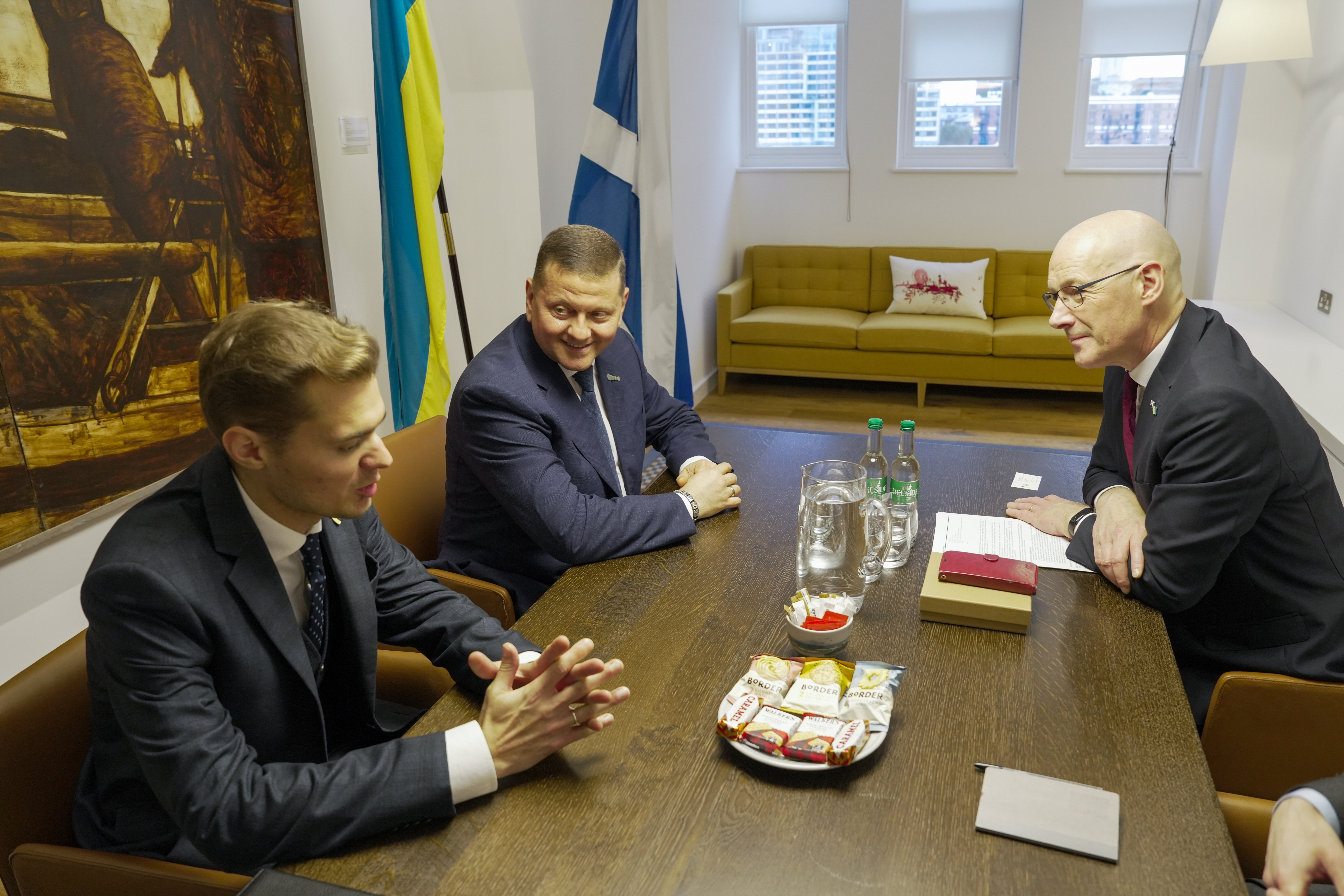
Spotkanie pierwszego ministra Szkocji Johna Swinney'a z ambasadorem Załużnym (2 października 2024 roku)

## Odznaczenia
- Złota Gwiazda Bohatera Ukrainy (2024)[16]
- Krzyż Bojowych Zasług (2022)[17]
- Order Bohdana Chmielnickiego III klasy (2016)[18]
- Odznaka honorowa Szefa Sztabu Generalnego – Naczelnego Wodza Sił Zbrojnych Ukrainy „Za dzielną służbę wojskową dla Ojczyzny”
- Odznaka honorowa Szefa Sztabu Generalnego – Naczelnego Wodza Sił Zbrojnych Ukrainy „Za zasługi dla Sił Zbrojnych Ukrainy”
- Odznaka honorowa Szefa Sztabu Generalnego – Naczelnego Wodza Sił Zbrojnych Ukrainy „Za osiągnięcia w służbie wojskowej” II stopnia
- Odznaka „Uczestnik ATO”
- Krzyż Oficerski Orderu Krzyża Pogoni (Litwa, 2023)[19]